# Нассау-Зиген
Нассау-Зиген (нем. Nassau-Siegen) — графство, а затем княжество в составе Священной Римской империи, существовавшее с 1303 по 1328 год, а затем с 1606 по 1743 год. С 1626 по 1734 год оно было разделено на католическую и протестантскую части. Столицей был город Зиген, основанный в 1224 году и первоначально являвшийся кондоминиумом, совместно принадлежавшим Кёльнскому архиепископству и графству Нассау.
Нассау-Зиген располагался примерно в 50 км к востоку от Кёльна и состоял из современных населённых пунктов Зиген, Фройденберг, Хильхенбах, Кройцталь и Вильнсдорф.

## История

### Графство Нассау-Зиген (1303—1328)

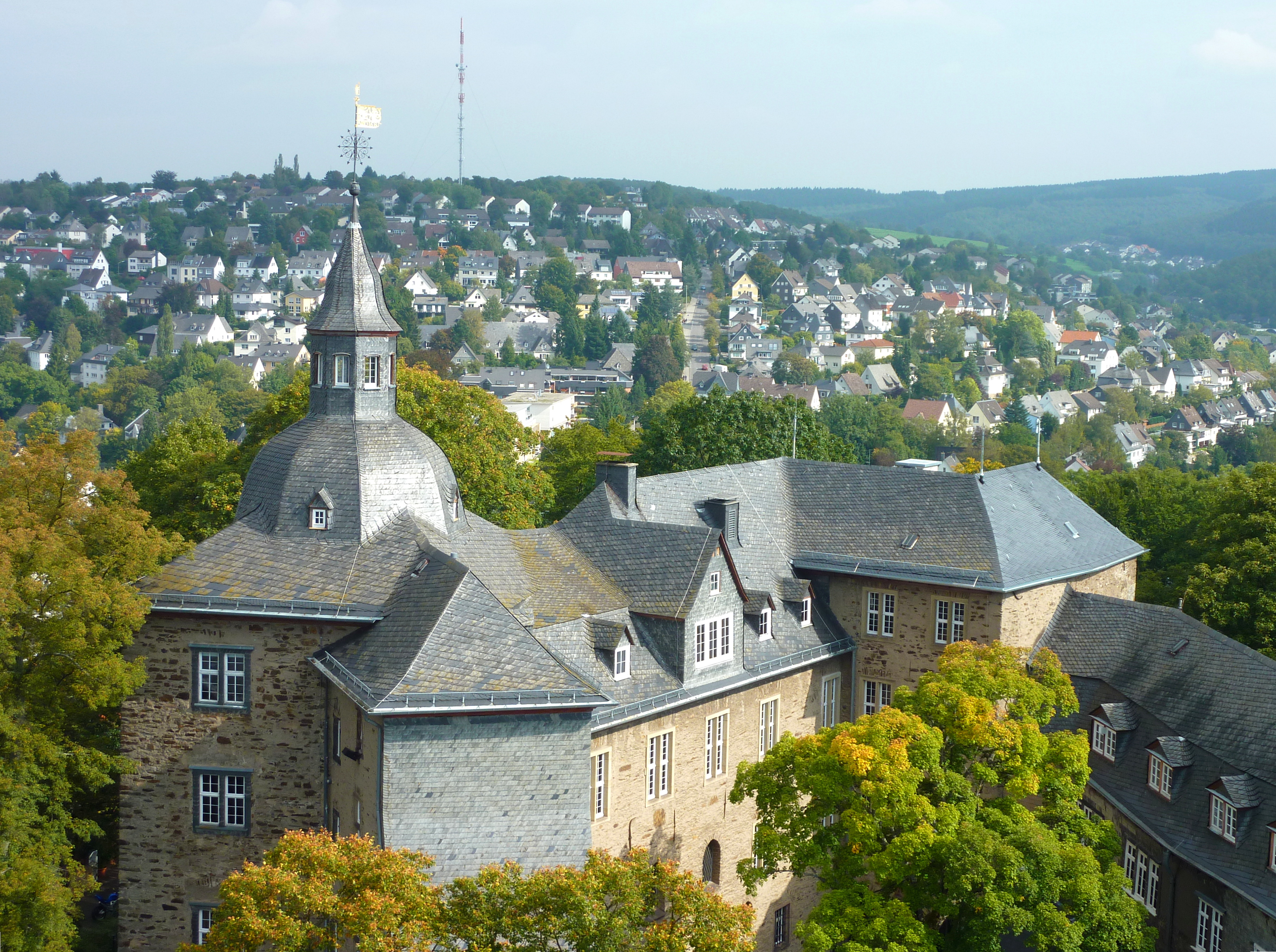
Зиген, Верхний замок

Впервые государство Нассау-Зиген появилось в 1303 году в результате раздела наследства сыновьями Оттона I. Генрих принял Нассау-Зиген, Эмих принял Нассау-Хадамар, а Иоганн — Нассау-Дилленбург.
Иоганн умер бездетным в 1328 году и Генрих унаследовал Нассау-Дилленбург, после чего переехал в Дилленбург и его потомки известны как линия Нассау-Дилленбург.

### Княжество Нассау-Зиген (1606—1743)

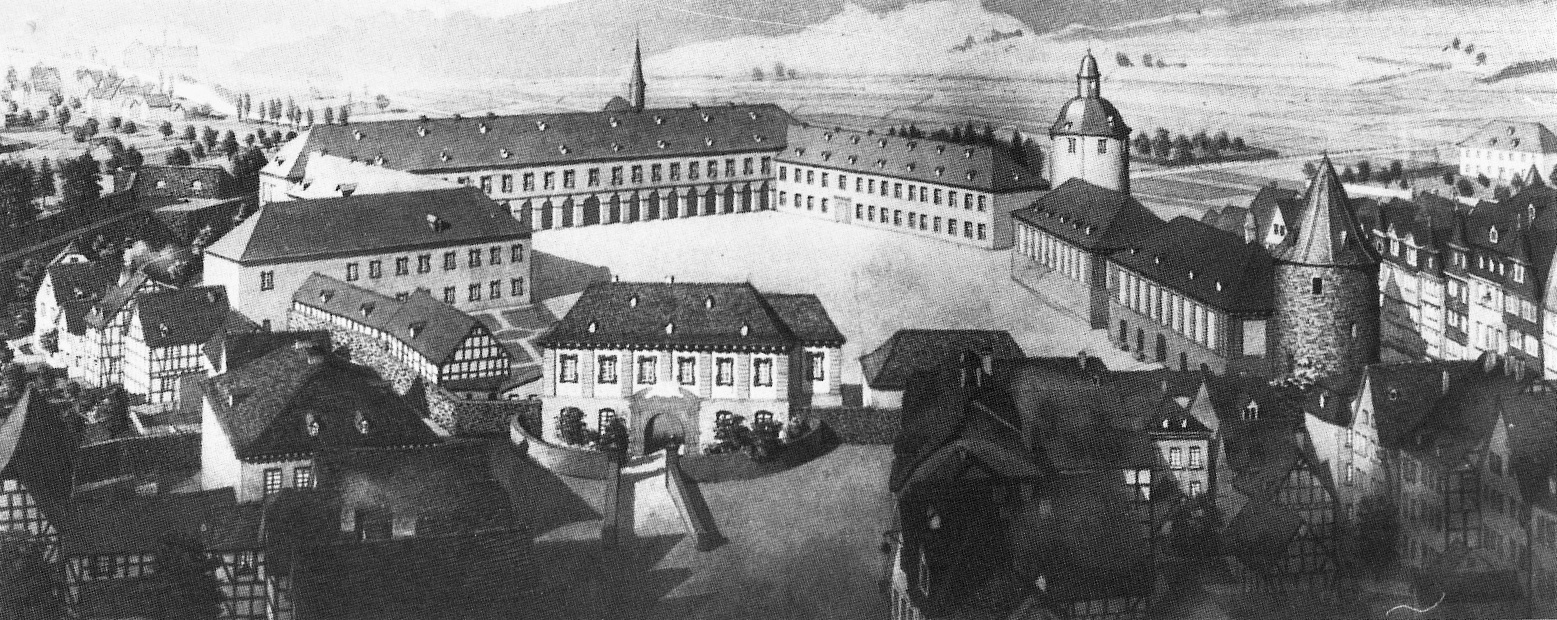
Нижний замок в Зигене в XVIII веке

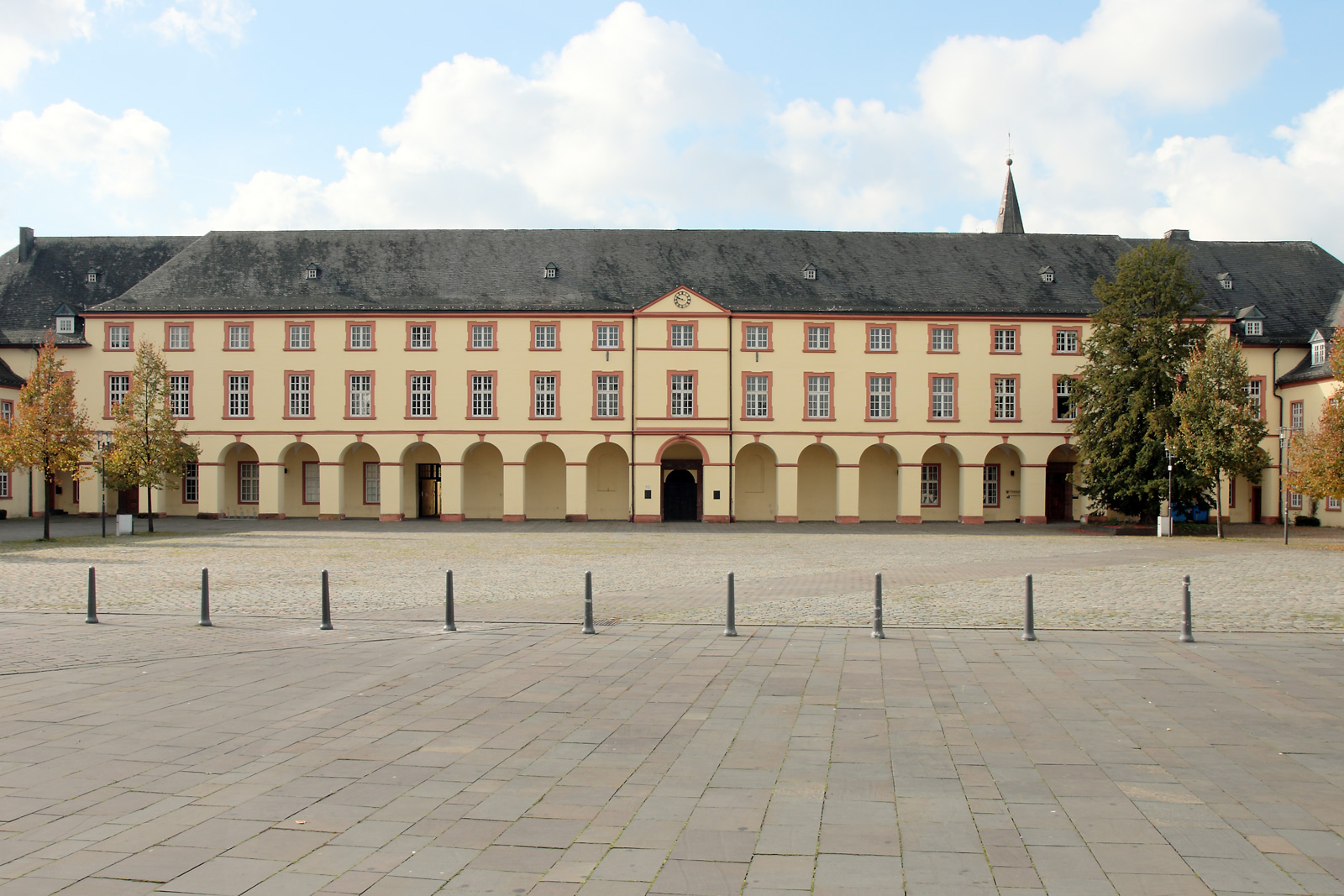
Нижний Замок

В 1606 году скончался граф Нассау-Дилленбурга Иоганн VI и его владения были разделены между пятью выжившими сыновьями:
- Вильгельм Людвиг унаследовал отцовский титул, но получил графство[нем.]* в уменьшенном размере;
- Георг принял Нассау-Байльштайн;
- Иоганн VII принял Нассау-Зиген;
- Эрнст Казимир принял Нассау-Диц[нем.];
- Иоганн Людвиг принял Нассау-Хадамар.

Это разделение создало новое государство Нассау-Зиген, которое принадлежало к Нижнему Рейнско-Вестфальскому округу.
Старший сын Иоганна VII, Иоганн VIII, в 1613 году открыто отрёкся от кальвинизма и перешёл в католичество, покинув голландскую армию и поступив на службу к герцогу Савойскому Карлу Эммануилу I. В сентябре 1617 года после смерти своего старшего брата Иоганна Эрнста, Иоганн должен был стать наследником своего отца, но тот завещал титуг и земли его единокровному брату Иоганну Морицу, протестанту. Когда в 1623 году умер Иоганн VII, Иоганн VIII при поддержке габсбургской армии захватил графство Нассау-Зиген и начал проводить в своих владения контрреформацию.
В 1632 году Нассау-Зиген был завоеван шведами, а Иоганн VIII попал к ним в плен, после чего Иоганн Мориц, офицер на голландской службе, вновь восстановил в правах протестантизм.
В 1638 году умер Иоганн VIII и его наследнику и единственному сыну Иоганну Францу Дезидератусу пришлось уступить часть Нассау-Зигена (к северу от реки Зиг) протестантской ветви семьи. Он получил часть графства к югу от реки Зиг и графский замок в Зигене (который после 1695 года стал называться «Верхним замком»). Даже согласившись на раздел графства, продолжил борьбу против протестантских родмчей и подавлял кальвинистов на своей территории. Его правление в графстве было отмечено плохим управлением и долгами.
Иоганн Мориц как глава протестантской линии Нассау-Зиген получил часть графства к северу от Зига. Он преобразовал бывший францисканский монастырь в новую резиденцию, названную «Нижний замок» после реконструкции, вызванной большим пожаром в 1695 году. Иоганн Мориц провёл большую часть своего времени вдали от Зигена, находясь на голландской службе, в частности, он был губернатором голландской Бразилии, а затем руководил прусской провинции Клевес, Марк и Равенсберг. С 1638 и по 1674 год протестантской частью Нассау-Зигена правил его брат Георг Фридрих.
В 1652 году Иоганн Франц Дезидератус из католической линии был возведён в звание имперского князя (рейхсфюрста). Граф Генрих II (1611—1652) из протестантской линии женился на Марии Магдалине Лимбург-Штирумской (1632—1707). От этого брака родился Вильгельм Мориц, в 1664 году возведённый в звание имперского князя. В 1678 году Вильгельм Мориц был усыновлен своим бездетным дядей, Иоганном Морицем, который сделал его своим соправителем. В 1679 году после смерти Иоганна Морица Вильгельм Мориц унаследовал титул и владения князя Нассау-Зигенского.
В 1691 году после смерти Вильгельма Морица его сын, 11-летний Фридрих Вильгельм Адольф унаследовал звание титулярного князя Нассау-Зигена, а де-факто его протестантской половины. Регентом стал двоюродный дядя, католик Иоганн Франц Дезидератус. В 1699 году после смерти последнего регентство унаследовал его сын Вильгельм Гиацинт Нассау-Зигенский, троюродный брат Фридриха Вильгельма Адольфа.
Князь Вильгельм Гиацинт правил не лучше отца, задолжав большую сумму денег франкфуртским банкирам. Он значительно увеличил налоги в своём княжестве, вызвав недовольство населения. Правление Вильгельма Гиацинта было отмечено несколькими восстаниями, многочисленными жалобами подданных судами с родственниками. Как итог, Зиген дважды подвергался оккупации. В 1705 году Зиген был занят войсками из герцогства Нассау и Пруссии, а в 1706 года княжество было вновь занято войсками из Пруссии и пфальцграфства Нейбург, которые действовали по просьбе Имперского надворного совета.
Восстания против правления Вильгельма Гиацинта продолжались. 29 марта 1707 года по его приказу без суда был казнён предполагаемый главарь повстанцев зигенский кузнец Фридрих Флендер. 20 апреля 1707 года императорская комиссия, учреждённая императором Иосифом I, по инициативе протестантского князя Фридриха Вильгельма I Адольфа, троюродного брата Вильгельма Гиацинта, приняла решение по которому католический князь был свергнут и изгнан из Зигена,. Католическое княжество было временно передано в управление двум императорским советникам, а затем перешло к Фридриху Вильгельму Адольфу, который тем самым стал фактическим правителем обеих частей Нассау-Зиген.
Вильгельм Гиацинт, последний в линии католических правителей Нассау-Зигена, умер в 1743 году. Протестантская линия пресеклась ещё раньше, в 1734 году со смертью Фридриха Вильгельма II, после чего император Карл VI передал Нассау-Зиген принцу Вильгельму IV, графу Нассау-Дица, который тем самым воссоединил все земли оттонской линии Дома Нассау.

### После 1734 года
Под руководством Вильгельма IV Оранского-Нассау, наряду с сельским хозяйством и лесоводством, в княжестве процветала добыча полезных ископаемых — главный источник богатства князей Нассау-Зиген. После создания в 1806 году Рейнского союза Нассау-Зиген был медиатизирован и передан под суверенитет только что созданного Великого герцогства Берг. В 1808 году принц Вильгельм VI Оранский-Нассау потерял оставшиеся немецкие владения в наказание за свою оппозицию Наполеону. В 1813 году, после битвы при Лейпциге, он вернул себе свои владения, но в 1815 году он уступил Нассау-Зиген Пруссии в обмен на то, что та поддержала создание Соединённого королевства Нидерландов, где он правил как король Виллем I. Зиген был приписан к району Кобленц, а с 1817 года вошёл в состав района Арнсберг прусской провинции Вестфалия.

## Дом Нассау-Зигены
Нассау-Зигены — ветвь Нассауского дома, правившая в Зигене.
- Иоганн VII Нассау-Зигенский (1561—1623) — первый зигенский граф, основатель зигенской ветви дома Нассау.

Протестантская линия
- 1623—1638 — Иоганн Мориц Нассау-Зигенский (1604—1679), прозванный «бразилианцем» — нидерландский фельдмаршал, губернатор голландской Бразилии, наместник Юлих-Клеве-Берге, командор ордена Святого Иоанна, первый сын Иоганна VII от Маргариты Шлезвиг-Гольштейн-Зондербургской.
- 1638—1674 — Георг Фридрих Людвиг Нассау-Зигенский (1606—1674) — оберст голландской армии, штатгальтер Райнберга, губернатор Берген-оп-Зома в Северном Брабанте, второй сын Иоганна VII от Маргариты Шлезвиг-Гольштейн-Зондербургской.
- 1674—1679 — Иоганн Мориц Нассау-Зигенский (повторно)
- 1679—1691 — Вильгельм Мориц (князь Нассау-Зигена) (1649—1691) — генерал голландской армии и член ордена Святого Иоанна, племянник Иоганна Морица, усыновлённый им.
- 1691—1722 — Фридрих Вильгельм I Адольф Нассау-Зигенский (1680—1722) — старший сын Вильгельма Морица.
- 1722—1734 — Фридрих Вильгельм II Нассау-Зигенский (1706—1734) — сын Фридриха Вильгельма I Адольфа.

Католическая линия
- 1623—1638 — Иоганн VIII (граф Нассау-Зигена) (1583—1638) — немецкий дворянин и военный, основатель католической линии дома Нассау-Зиген, второй сын Иоганна VII от графини Магдалины Вальдекской.
- 1638—1699 — Иоганн Франц Дезидератус Нассау-Зигенский (1627—1699) — генерал на испанской службе, штатгальтер Лимбурга (1665—1684) и Верхнего Гелдерна (1680—1699), единственный сын Иоганна VIII.
- 1699—1743 — Вильгельм Гиацинт Нассау-Зигенский (1667—1743) — де-факто правил католической частью Нассау-Зигена с 1699 по 1707, также претендовал на наследство бездетного короля Англии Вильгельма III Оранского, второй сын Иоганна Франца Дезидератуса от второго брака.

Известные представители:
- Карл Генрих (Николай Отто) Нассау-Зигенский (1743—1808) — французский аристократ, знаменитый своими авантюрами и военными подвигами; полковник французского флота и кавалерии, генерал-майор испанского королевского флота, адмирал российского гребного флота екатерининской эпохи, известный как блистательными победами, так и сокрушительными поражениями. Считался потомком так называемой «католической линии» дома Нассау-Зиген, однако принадлежность его к этому роду и права на титул долгое время являлись предметом споров.

## Протяженность Нассау-Зигена
Княжество состояло из округов Зиген, Нетфен, Хильхенбах и Фройденберг. В 1628—1734 годах протестантская часть состояла из округов Хильхенбах и Фройденберг и половины округа Зиген. Католическая часть графства состояла из округов Нетфен и Хайн (так в то время называлась католическая половина округа Зиген).
На севере Нассау-Зиген граничил с Вестфальским герцогством, на западе с Вильденбургом и графством Сайн-Альтенкирхен, на юге с Нассау-Дилленбургом, а на востоке — с Витгенштейном-Витгенштейном.